# راغال
راغال (بالألمانية: Raggal) هي بلدية في منطقة  بلودنز في ولاية فورارلبرغ النمساوية. تبلغ مساحتها 41.69 كم.